# Exaeretopus dianthi
Exaeretopus dianthi är en insektsart som beskrevs av Koteja 1980. Exaeretopus dianthi ingår i släktet Exaeretopus och familjen skålsköldlöss. Inga underarter finns listade i Catalogue of Life.